# Tennis Australia
Tennis Australia (TA) ist der nationale Tennisverband Australiens.

## Geschichte
Nach der Etablierung des Davis Cup Anfang des 20. Jahrhunderts strebten die australischen Spieler Norman Brookes und Alfred Dunlop eine Teilnahme an. Im 1901 unabhängig gewordenen Australien bestand jedoch noch kein eigener Landesverband, der hierfür erforderlich war. So wurde im September 1904 die Australasian Lawn Tennis Association (ALTA) von Vertretern der australischen Bundesstaaten und Neuseeland gegründet. Im November 1905 richtete der Verband die ersten Meisterschaften in Melbourne aus, aus der sich später die Australian Open entwickelten. 1922 gründete Neuseeland einen eigenen Landesverband, und der australische Verband nannte sich in Lawn Tennis Association of Australia (LTAA) um. Heute firmiert der Verband unter der Bezeichnung Tennis Australia.

## Aufgaben
Tennis Australia organisiert die Australian Open, eines der vier bedeutendsten Tennisturniere der Welt. Daneben veranstaltet der Verband die Australian Open Series, eine zwischen Ende Dezember und Anfang Januar stattfindende Vorbereitungsserie für die Australian Open, sowie die Australian Pro Tour in den Monaten Februar und März.